# Leucanthemella
Leucanthemella es un género de plantas con flores con dos especies, perteneciente a la familia Asteraceae. Es originario de las regiones templadas de Eurasia.

## Taxonomía
El género fue descrito por Nikolái Nikoláyevich Tsveliov y publicado en  Flora URSS 26: 137, en el año 1961.

## Especies
- Leucanthemella linearis      (Matsum.) Tzvelev    Fl. URSS 26: 139    1961
- Leucanthemella serotina     (L.) Tzvelev